# Петрогліфи Валькамоніки
Наскельний живопис Валькамоніки — пам'ятка світової спадщини ЮНЕСКО (з 1979 року) в Італії на території долини Валькамоніка (також Валь Камоніка) в південноальпійському регіоні провінції Ломбардія між провініціямі Брешія та Бергамо.
Тут знаходиться найбільше зібрання петрогліфів в Європі — всього близько 300 тисяч. Хоча назва долини походить від племені камунів, що проживали тут незадовго до приходу римлян, з ними пов'язана лише невелика частина петрогліфів: хронологічно вони належать до періоду від верхнього палеоліту (6000 р. до н. е.) до XIX століття н. е.
Повідомлення про виявлення петрогліфів першим опублікував наприкінці 1950-х років археолог Еммануель Анаті, який проводив розкопки у долині Валькамоніка.
| N° | Назва                                                | Муніципалітет                  | Координати                                                            | Петрогліфи |
| -- | ---------------------------------------------------- | ------------------------------ | --------------------------------------------------------------------- | ---------- |
| 1. | Національний парк петрогліфів Накуане                | Капо-ді-Понте                  | 46°01′32″ пн. ш. 10°20′57″ сх. д. / 46.02556° пн. ш. 10.34917° сх. д. |            |
| 2. | Національний археологічний парк Массі ді Чеммо       | Капо-ді-Понте                  | 46°01′52″ пн. ш. 10°20′20″ сх. д. / 46.03111° пн. ш. 10.33889° сх. д. |            |
| 3. | Археологічний парк міста Серадіна-Бедоліна           | Капо-ді-Понте                  | 46°02′00″ пн. ш. 10°20′29″ сх. д. / 46.03333° пн. ш. 10.34139° сх. д. |            |
| 4. | Археологічний парк Азініно-Анвоіа                    | Оссімо                         | 45°57′19″ пн. ш. 10°14′47″ сх. д. / 45.95528° пн. ш. 10.24639° сх. д. |            |
| 5. | Муніципальний парк кам'яних різьблених написів Луїне | Дарфо-Боаріо-Терме             | 45°53′20″ пн. ш. 10°10′46″ сх. д. / 45.88889° пн. ш. 10.17944° сх. д. |            |
| 6. | Муніципальні археологічний і гірничий парк Селлеро   | Селлеро                        | 46°03′26″ пн. ш. 10°20′29″ сх. д. / 46.05722° пн. ш. 10.34139° сх. д. |            |
| 7. | Археологічний парк міста Соніко                      | Соніко                         | 46°10′7″ пн. ш. 10°21′20″ сх. д. / 46.16861° пн. ш. 10.35556° сх. д.  |            |
| 8. | Заповідник Петрогліфи Чето, Чимберго та Паспардо     | Чето (Набро) Чимберго Паспардо | 46°01′6″ пн. ш. 10°21′10″ сх. д. / 46.01833° пн. ш. 10.35278° сх. д.  |            |